# Atoposauridae
Atoposauridae – rodzina niewielkich krokodylomorfów z grupy Neosuchia. Została nazwana w 1871 roku przez Paula Gervaisa, który umieścił w niej rodzaje Atoposaurus, Alligatorium i Alligatorellus. Późniejsi autorzy zaliczali do niej również rodzaje Hoplosuchus, Karatausuchus, Shantungosuchus i Theriosuchus, jednak tylko Theriosuchus nadal uważa się za przedstawiciela Atoposauridae. Hoplosuchus i Shantungosuchus w rzeczywistości należą do Protosuchia, a Karatausuchus nie wykazuje żadnych cech świadczących o jego przynależności do Atoposauridae. Clark (1986) oraz Benton i Clark (1988) do tej rodziny włączali tylko Alligatorium i Theriosuchus (w 1988 stwierdzili, że należy do niej prawdopodobnie również Montsecosuchus), a Clark zsynonimizował rodzaje Alligatorellus i Atoposaurus z Alligatorium, jednak z taką interpretacją nie zgodzili się Buscalioni i Sanz (1988), którzy rodzaj Alligatorellus uznali za ważny. W ich ocenie Atoposaurus jest problematycznym taksonem, gdyż nie ma on żadnych autapomorfii, a wykazuje wiele cech, które można uznawać za juwenilne. Ostatecznie stwierdzili, że może on być nomen dubium, a jego juwenilności nie można ani potwierdzić, ani jej zaprzeczyć. W niektórych nowszych analizach do Atoposauridae włączane były jedynie Alligatorium, Alligatorellus, Montsecosuchus i Theriosuchus, podczas gdy w innych rodzina ta obejmowała również Atoposaurus i Brillanceausuchus. Pachycheilosuchus został opisany jako takson siostrzany dla Atoposauridae. Charakteryzował się on przodowklęsłymi kręgami – cecha ta łączy go z Theriosuchus i Brillanceausuchus oraz kladem Eusuchia. Analiza przeprowadzona przez Pola i współpracowników (2009) również zasugerowała bliskie pokrewieństwo pomiędzy Pachycheilosuchus a Atoposauridae, jednak taka pozycja filogenetyczna tego rodzaju jest stosunkowo słabo wspierana. Z kolei z analizy kladystycznej Buscalioni i współpracowników (2011) wynika przynależność Pachycheilosuchus do rodziny Hylaeochampsidae.
Z analizy filogenetycznej przeprowadzonej przez Tennanta, Manniona i Upchurcha (2016) wynika przynależność do rodziny Atoposauridae jedynie rodzajów Atoposaurus, Alligatorellus i najprawdopodobniej Alligatorium. Według tej analizy rodzaje Sabresuchus (obejmujący gatunki S. ibericus i S. sympiestodon, we wcześniejszych publikacjach zaliczane do rodzaju Theriosuchus) i Brillanceausuchus należą do rodziny Paralligatoridae, Theriosuchus jest bliżej spokrewniony z Paralligatoridae niż z Atoposauridae a Montsecosuchus jest przedstawicielem Neosuchia o niepewnej pozycji filogenetycznej, być może bliżej spokrewnionym z Hylaeochampsidae niż z Atoposauridae.
Jedyną definicją filogenetyczną nazwy Atoposauridae jest ta przedstawiona nieoficjalnie przez Sereno. Według niej do Atoposauridae należą wszystkie zwierzęta bliżej spokrewnione z Atoposaurus jourdani niż z Peirosaurus torminni, Araripesuchus gomesii, Notosuchus terrestris, Baurusuchus pachecoi lub krokodylem nilowym. Do tak definiowanych Atoposauridae należałby również Pachycheilosuchus – przynajmniej dopóki w analizach zajmowałby na kladogramie pozycję taką, jak w analizach Rogersa oraz Pola i współpracowników.
Niektóre analizy sugerują, że Atoposauridae są dość blisko spokrewnione z Eusuchia – choć nie jako takson siostrzany tego kladu – jednak większość autorów uznaje je za stosunkowo bazalnych przedstawicieli Neosuchia.
Najstarsza znana możliwa skamieniałość przedstawiciela Atoposauridae (niekompletna prawa kość zębowa oznaczona NMS G. 2014.52.1) jest znana ze środkowojurajskich (późny bajos lub baton) osadów w Szkocji. Za najmłodszych przedstawicieli tego kladu długo uznawano europejskie formy wczesnokredowe (barrem), jednak odkrycie skamieniałości Sabresuchus sympiestodon w osadach datowanych na mastrycht sugeruje, że Atoposauridae mogły dotrwać do końca ery mezozoicznej. Stevens i współpracownicy (2013) opisali ząb i kilka kości szkieletu pozaczaszkowego żyjącego w środkowym eocenie możliwego przedstawiciela Atoposauridae, odkryte w osadach formacji Kaninah w Jemenie; potwierdzenie takiej pozycji filogenetycznej tego krokodylomorfa dowodziłoby przetrwania Atoposauridae do paleogenu. Jeśli jednak, jak wskazują badania Tennanta, Manniona i Upchurcha (2016), do Atoposauridae należą tylko rodzaje Atoposaurus, Alligatorellus i Alligatorium to w takim wypadku rodzina obejmowałaby wyłącznie taksony późnojurajskie.
Atoposauridae osiągały niewielkie rozmiary – Atoposaurus mierzył około 17 cm, Alligatorellus około 30 cm, Montsecosuchus – nieco ponad 50 cm, a gatunki z rodzaju Theriosuchus – poniżej 1 m długości. Cechowały się krótkim rostrum, parą nozdrzy zewnętrznych, stosunkowo niewielkim oknem nadskroniowym, smukłymi kończynami o nietypowych proporcjach i redukcją lub całkowitą utratą skórnego pancerza. Buscalioni i Sanz zaproponowali, że ze względu na zbliżone rozmiary Atoposauridae współzawodniczyły z jaszczurkami, których skamieniałości odkryto w pobliżu szczątków tych krokodylomorfów. Rogers zasugerował, że Pachycheilosuchus żył w ekosystemach morskich o zmiennym poziomie zasolenia.
Kladogram Atoposauridae według Buscalioni i Sanza (1988)
|  | Alligatorium   |
|  |                |
|  | Alligatorellus |
|  |                |

|  | Montsecosuchus |
|  |                |
|  | Theriosuchus   |
|  |                |

|  | Alligatorium   |
|  |                |
|  | Alligatorellus |
|  |                |

|  | Montsecosuchus |
|  |                |
|  | Theriosuchus   |
|  |                |